# Рудов Юрій Васильович
Юрій Васильович Рудов (рос. Юрий Васильевич Рудов, нар. 17 січня 1931, Таганрог, Російська РФСР, СРСР — 26 березня 2013, Москва, Росія) — радянський фехтувальник на рапірах, олімпійський чемпіон 1960 року, триразовий чемпіон світу.

## Виступи на Олімпіадах
| Олімпіада     | Дисципліна           | Місце     |
| ------------- | -------------------- | --------- |
| Мельбурн 1956 | індивідуальна рапіра | 6 p1 r2/3 |
| Мельбурн 1956 | командна рапіра      | 5         |
| Рим 1960      | командна рапіра      | 1         |